# Монтерей Оупън
Монтерей Оупън (на испански: Torneo de Monterrey) е ежегоден тенис турнир от категория „Международни“ на Женската тенис асоциация. Той е на твърди кортове и се провежда в тенис клуб „Сиера Мадре“ в Монтерей, Мексико.
Първото издание на турнира беше спечелено от Марион Бартоли.

## Финали

### Сингъл
| Година | Шампион                | Финалист           | Резултат            |
| ------ | ---------------------- | ------------------ | ------------------- |
| 2012   | Тимеа Бабош            | Александра Каданцу | 6 – 4, 6 – 4        |
| 2011   | Анастасия Павлюченкова | Йелена Янкович     | 2 – 6, 6 – 2, 6 – 3 |
| 2010   | Анастасия Павлюченкова | Даниела Хантухова  | 1 – 6, 6 – 1, 6 – 0 |
| 2009   | Марион Бартоли         | На Ли              | 6 – 4, 6 – 3        |

### Двойки
| Година | Шампион                          | Финалист                         | Резултат                       |
| ------ | -------------------------------- | -------------------------------- | ------------------------------ |
| 2012   | Сара Ерани Роберта Винчи         | Кимико Дате-Крум Шуай Джан       | 6 – 2, 7 – 6(8 – 6)            |
| 2011   | Ивета Бенешова Барбора Захлавова | Ана-Лена Грьонефелд Ваня Кинг    | 6 – 7(8 – 10), 6 – 2, [10 – 6] |
| 2010   | Ивета Бенешова Барбора Захлавова | Ана-Лена Грьонефелд Ваня Кинг    | 3 – 6, 6 – 4, [10 – 8]         |
| 2009   | Натали Деши Мара Сантанджело     | Ивета Бенешова Барбора Захлавова | 6 – 3, 6 – 4                   |